# Goffredo da Viterbo
Goffredo da Viterbo (lat. Gaufridus, Godefridus, Gotefredus Viterbensis; Viterbo, 1125 circa – Viterbo, 1195 circa) è stato un cronista, vissuto nel XII secolo; svolse la sua attività presso la corte di Corrado III e poi Federico Barbarossa, che accompagnò in molte delle sue campagne e in missioni diplomatiche.

## Biografia
Probabilmente era nato in Italia, anche se alcune autorità affermano che era un sassone come i suoi protettori imperiali. Evidentemente trascorse alcuni anni di vita a Viterbo  (ma era stato educato a Bamberga) dove fu portato da Lotario nel 1133, certamente in occasione del soggiorno dell'imperatore a Viterbo in quell'anno; in Germania acquisì una buona conoscenza del latino, forse in preparazione della professione in un'attività di corte.
Dopo la sua formazione, iniziò a lavorare presso la Cancelleria Pontificia. Negli anni seguenti fu attivo in entrambe le sedi governative ed ecclesiastiche. Intorno al 1140 divenne cappellano di Corrado III, ma la maggior parte della sua vita è stata spesa come segretario (notarius) al servizio dell'imperatore Federico Barbarossa, il quale aveva completa fiducia in lui tanto da impiegarlo in molte faccende diplomatiche, lunghi viaggi in tutta Europa (nella sua testimonianza Goffredo parla iperbolicamente di oltre quaranta viaggi a Roma). Incessantemente occupato, Goffredo visitò la Sicilia, la Francia e la Spagna, oltre a molte delle città tedesche, nell'interesse dell'imperatore, ed era al suo fianco durante alcune delle campagne italiane.
Nel marzo 1153 Goffredo sottoscrisse come capellanus regis il cosiddetto trattato di Costanza fra papa Eugenio III e l'imperatore, nonché il successivo rinnovo del medesimo accordo con papa Adriano IV (gennaio 1155).
Come ricompensa per i suoi servizi a corte, nell'ottobre 1169 a Donauwörth ricevette, insieme con i suoi familiari, il feudo del palazzo di Viterbo, dove poi trascorse gli ultimi anni della sua vita.
Da alcuni documenti del 1178 sappiamo che da tempo Goffredo apparteneva per privilegio imperiale al capitolo della cattedrale di Lucca e al capitolo del Duomo di Pisa. Sia prima che dopo la morte di Federico nel 1190 godé del favore di suo figlio, l'imperatore Enrico VI, al quale dedicava buona parte dei suoi scritti.
Nei conflitti politico-ecclesiastici del suo tempo, la lotta per le investiture, si schierò con l'imperatore, senza, tuttavia, dichiararsi ostile al papa.

## Posterità
Il nome di Goffredo da Viterbo si inserisce storicamente tra coloro che avrebbero contribuito alla spiegazione del toponimo "Goffredo", riferito alla città di Castel Goffredo, in provincia di Mantova.

## Opere
- Speculum regum (1183)

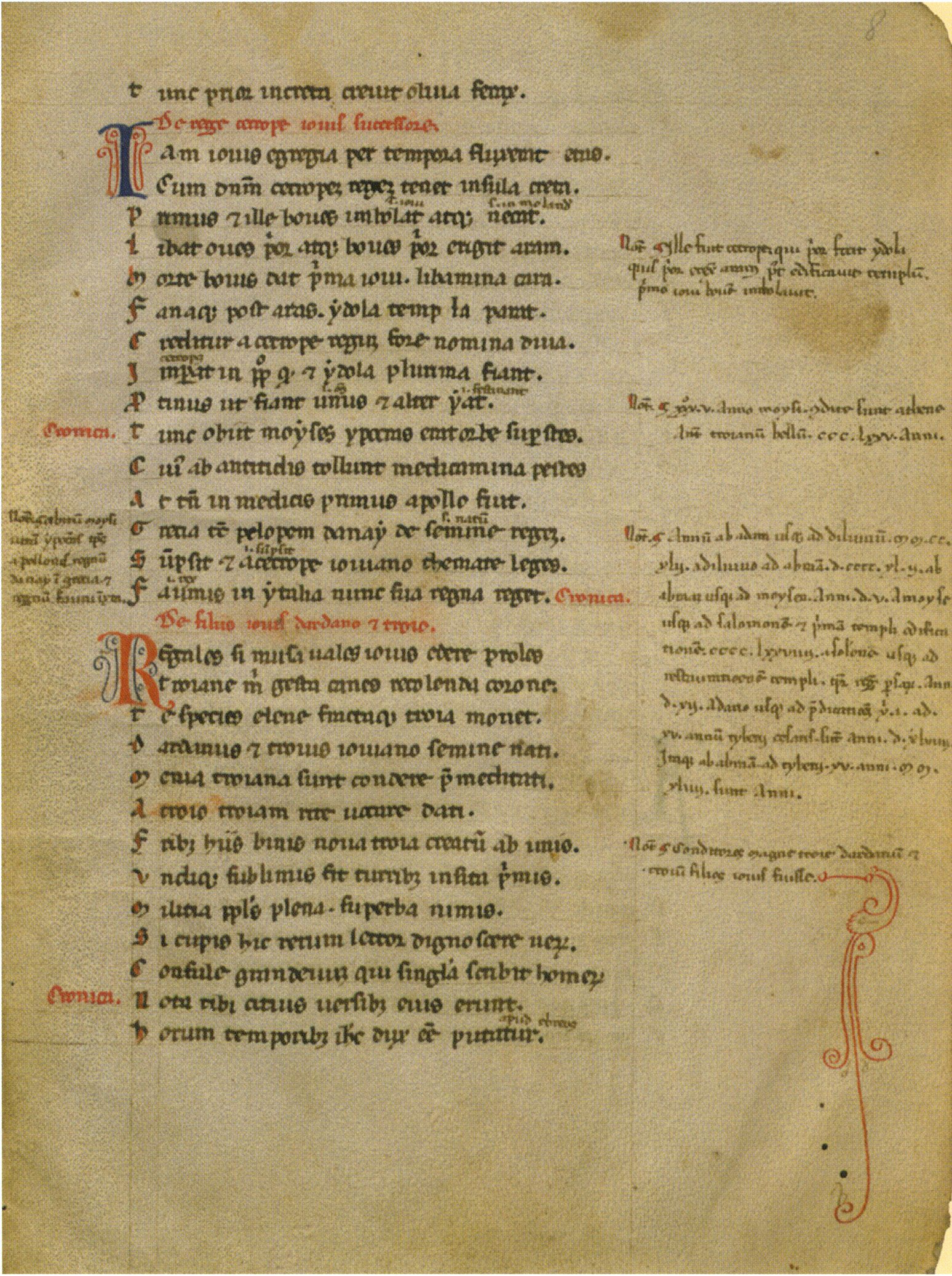
Speculum regum, Bayerische Staatsbibliothek di Monaco di Baviera, Clm 28330, fol. 8r

- Memoria saeculorum seu liber memoriale (1185)
- Liber universalis, ca. 1187
- Gesta Friderici 1155-1180
- Pantheon o Universitalis libri qui chronici appellantur 1187-1190

Le sue opere furono composte per la maggior parte durante i suoi viaggi ufficiali.
Intorno al 1183 compilò per l'uso delle scuole il suo Speculum Regum, dedicato ai suoi patroni imperiale, il padre di Federico e il figlio Enrico. Si tratta di un testo per l'educazione dei futuri governanti: una storia del mondo che mira a conciliare i romani con i tedeschi.
Il Liber universalis è una cronaca del mondo dedicata ad Enrico VI, scritta in parte in prosa e in parte in versi.
La sua Memoria saeculorum fu molto popolare durante il Medioevo ed è stato continuata da diversi scrittori. Una revisione di questo lavoro è stata redatta da Goffredo stesso dal 1185 come Pantheon, una storia del mondo che godette di una fama immeritata durante il Medioevo. L'autore prese in prestito ampie parti da Ottone di Frisinga, ma la prima parte della sua cronaca è piena di eventi immaginari. Il Pantheon ebbe un'edizione a stampa nel 1559 ed estratti di esso furono pubblicati da Ludovico Antonio Muratori (Rerum Italicarum scriptores, tomo VII, Milano 1725).
Un lavoro considerato particolarmente prezioso sono invece le Gesta Friderici, un titolo comune per le opere biografiche del tempo. Si tratta di un'opera in versi relativa ad eventi della carriera dell'imperatore tra 1155 e il 1180. Preoccupato soprattutto delle cose italiane, il poema narra l'assedio di Milano, della fuga di Federico a Pavia nel 1167, del trattato con Papa Alessandro III a Venezia e di altri episodi che l'autore conosceva profondamente e molti dei quali era stato testimone. Questo racconto in versi metrica delle conquiste del Barbarossa, anche se non esente da qualche confusione, contiene alcune informazioni preziose.
Allegata al Gesta Friderici è il Gesta Heinrici VI, una breve poesia solitamente attribuita a Goffredo, anche se Wilhelm Wattenbach e altri autori pensano che non sia stata scritta da lui.
Un altro lavoro minore è la Subiectorum regnorum Denominatio Imperio.

### Edizioni delle opere
- Gotifredi Viterbensis Opera, a cura di G. Waitz, in Monumenta Germaniae Historica, Scriptores, XXII, Berolini 1872, pp. 1–338